# ÖVP Wien
Die Wiener Volkspartei (auch ÖVP Wien) ist die Landesorganisation der Österreichischen Volkspartei (ÖVP) im Bundesland Wien. Die Partei hat ihren Sitz in der Wiener Lichtenfelsgasse.
Seit der Landtagswahl 2020 verfügt die Wiener Volkspartei über 22 Mandate im Wiener Landtag und befindet sich dort in der Opposition.
Für die Wiener ÖVP sitzen seit der Nationalratswahl 2019 10 Abgeordnete im österreichischen Nationalrat.
In Landesregierung und Stadtsenat Ludwig II sind Karl Mahrer (seit Dezember 2021, zuvor Bernadette Arnoldner) und Isabelle Jungnickel nicht amtsführende Stadträte.

## Geschichte
Nach der Gründung der Österreichischen Volkspartei am 17. April 1945 konstituierte sich am 3. August die Landesleitung Wien. Erster Landesparteiobmann war Emil Oswald, der jedoch genau zwei Monate später vom ÖAAB-Obmann Lois Weinberger abgelöst wurde.

## Die neue Volkspartei Wien zwischen 2015 und 2021
Bei der Wiener Gemeinderatswahl 2015 musste die ÖVP Wien starke Verluste hinnehmen und rutschte in den einstelligen Bereich ab. Landesparteiobmann Manfred Juraczka kündigte daraufhin noch am Wahlabend seinen Rücktritt an. Bereits am nächsten Tag wurde ÖVP-Generalsekretär Gernot Blümel vom Landesparteivorstand mit 95,7 Prozent zum geschäftsführenden Obmann gewählt. Ab November 2015 übernahm er zusätzlich die Funktion des nicht amtsführenden Stadtrats.
Unter Blümel wurde die ÖVP Wien neu ausgerichtet, personell verjüngt und schlug eine „kantige Oppositionspolitik“ ein. Landesgeschäftsführerin war zwischen Dezember 2019 und Dezember 2021 Bernadette Arnoldner. 2017 übernahm Sebastian Kurz die Bundes-ÖVP und änderte die Parteifarbe von schwarz auf türkis.
Bei der Wiener Landtags- und Gemeinderatswahl 2020 erreichte die ÖVP Wien mit Spitzenkandidat Gernot Blümel das beste Ergebnis seit 33 Jahren. Mit 20,43 Prozent wurde der Stimmenanteil mehr als verdoppelt, die Anzahl der Mandate mit 22 verdreifacht. Die neue Volkspartei wurde damit die größte Oppositionspartei in Wien. Landesgeschäftsführerin Bernadette Arnoldner übernahm am 24. November 2020 zusätzlich zu ihren Aufgaben in der Partei das Amt der Stadträtin. Ebenfalls seit 24. November 2021 fungierten Isabelle Jungnickel als zweite Stadträtin sowie Markus Wölbitsch als Klubobmann.

## Die Wiener Volkspartei seit 2022
Im Mai 2022 wurde Karl Mahrer zum Landesparteiobmann gewählt, nachdem er nach dem Rücktritt von Gernot Blümel im Dezember als geschäftsführender Landesparteiobmann fungierte und als Nachfolger von Bernadette Arnoldner nicht amtsführender Stadtrat in Landesregierung und Stadtsenat Ludwig II geworden war. Die Anzahl der Landesparteiobmann-Stellvertreter wurde von drei auf sechs erhöht. Margarete Kriz-Zwittkovits blieb Stellvertreterin, neu gewählt wurden Ingrid Korosec, Alexander Biach, Caroline Hungerländer, Elisabeth Olischar und Harald Zierfuß. Ab Mai 2023 wurde Peter Sverak zum Landesgeschäftsführer bestellt. Nach der Wien-Wahl am 27. April 2025, wo die ÖVP 9,65 % erreichte, traten Mahrer und Sverak zurück. Als geschäftsführender Parteiobmann folgte Markus Figl, als Landesgeschäftsführer folgte Lorenz Mayer, als Klubchef Harald Zierfuß.

## Inhaltliche Ausrichtung
Die ÖVP ging nach 1945 aus der Christlichsozialen Partei (CS) hervor und ist heute noch christdemokratischen Werten verbunden. Das Konzept der ökosozialen Marktwirtschaft wurde 1989 vom damaligen Vizekanzler Josef Riegler entwickelt und am 22. April 1995 in das Grundsatzprogramm der Volkspartei aufgenommen. Mit Gernot Blümel und Landesgeschäftsführerin Bernadette Arnoldner rückte in Wien das Konzept wieder in den Vordergrund. Arnoldner fordert die Aufnahme der ökosozialen Marktwirtschaft in die Wiener Stadtverfassung.
Die neue Volkspartei Wien bezeichnete sich unter der Parteiobmannschaft von Gernot Blümel als „Mitte-Rechts-Politik mit Anstand“ mit den Themenschwerpunkten Leistung, Sicherheit, Integration und Wirtschaft. So fordert die Wiener Volkspartei unter Blümel eine „Gebührenbremse“, die Einführung von Tourismuszonen, in denen eine Sonntagsöffnung die Wirtschaft ankurbeln soll sowie die Vergabe von Gemeindewohnungen ausschließlich an Personen mit ausreichenden Deutschkenntnissen. Im Wahlkampf 2020 forderte die neue Volkspartei „Gerechtigkeit für Jene, die täglich aufstehen, arbeiten und ins System einzahlen.“ Die neue Volkspartei Wien unter Gernot Blümel führt eine strikte Oppositionspolitik, fordert Transparenz bei Immobilienprojekten und Budgetpolitik und setzt auf Integrationsthemen wie verpflichtende Deutschkurse für Schüler und Eltern sowie verpflichtende Wertekurse für Schüler mit Migrationshintergrund an Wiener Pflichtschulen.

## Funktionäre

### Landesparteiobleute
- Emil Oswald (1945)
- Lois Weinberger (1945–1950)
- Fritz Polcar (geschäftsführend 1947–1950, gewählt 1950–1958)
- Joseph Reich (geschäftsführend 1958)
- Lois Weinberger (1958–1960)
- Leopold Hartl (1960–1969)
- Karl Titze (geschäftsführend 1969)
- Franz Bauer (1969–1976)
- Erhard Busek (1976–1989)
- Wolfgang Petrik (1989–1991)
- Heinrich Wille (1991–1992)
- Bernhard Görg (1992–2002)
- Alfred Finz (2002–2005)
- Johannes Hahn (2005–2010)
- Christine Marek (2010–2011)
- Gabriele Tamandl (geschäftsführend 2011–2012)
- Manfred Juraczka (2012–2015)
- Gernot Blümel (2015–2021)
- Karl Mahrer (Dezember 2021 – Mai 2022 geschäftsführender Landesparteiobmann,[19] von 20. Mai 2022 bis 28. April 2025 Landesparteiobmann[11][20])
- Markus Figl (geschäftsführender Landesparteiobmann seit 28. April 2025)[21]

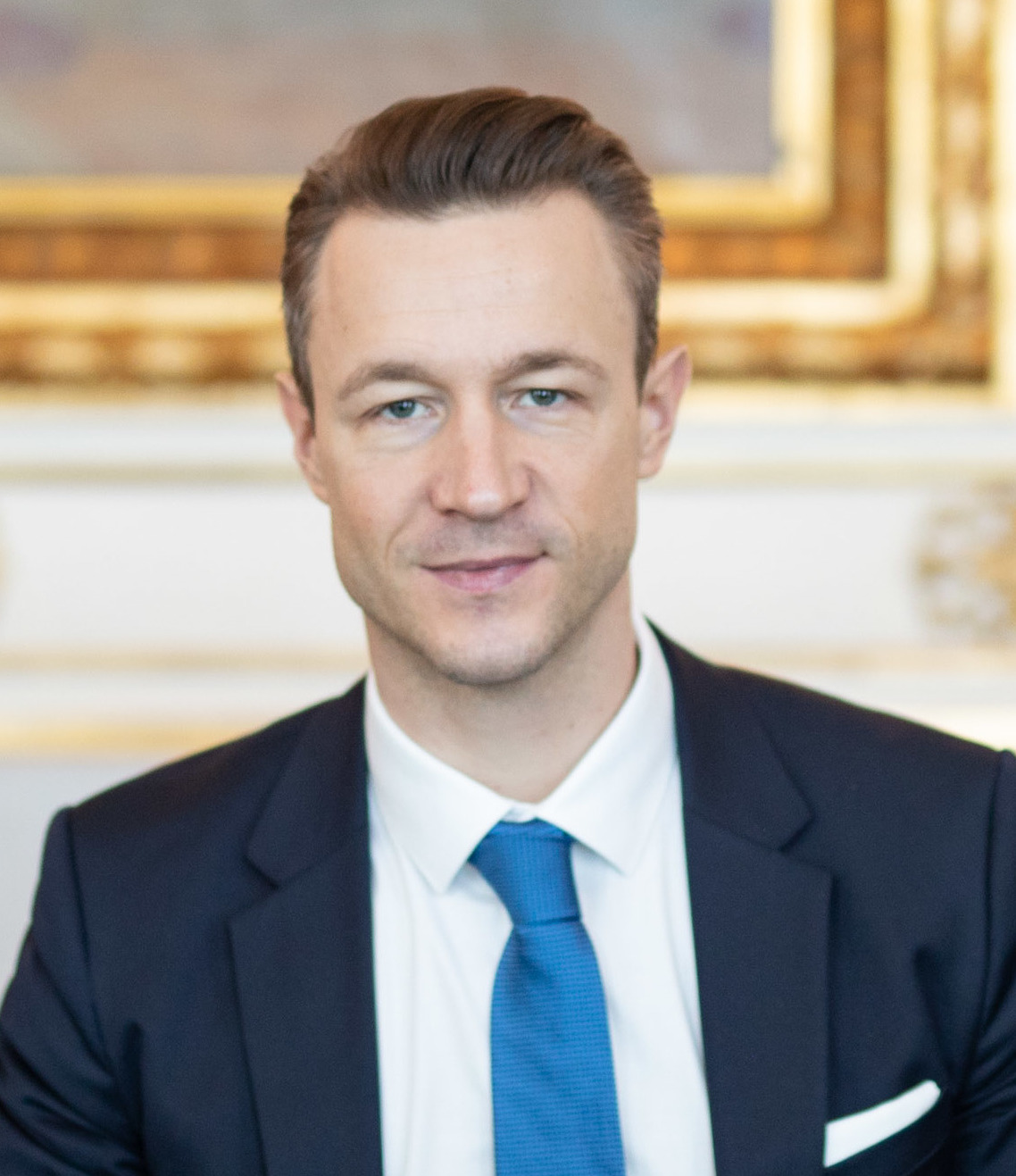
Gernot Blümel, Parteiobmann der ÖVP Wien von 2015 bis 2021

### Landesgeschäftsführer
- 2017 – Dezember 2021: Bernadette Arnoldner[22]
- Dezember 2021 – Mai 2023: Markus Keschmann[22][23]
- ab Mai 2023: Peter Sverak[23][24]

## Teilorganisationen
Die Wiener Volkspartei ist ebenso wie die Bundes-ÖVP in Teilorganisationen, die sogenannten „Bünde“, unterteilt. Eine Mitgliedschaft in einer der Teilorganisationen der ÖVP Wien bringt in der Regel auch gleichzeitig eine Mitgliedschaft in der Landes- und darüber hinaus in der Bundespartei mit sich. Es existieren von allen sechs ÖVP-Bünden jeweils Landesorganisationen in Wien:
ÖAAB Wien
Obmann des Arbeitnehmerinnen- und Arbeitnehmerbund (AAB) Wien ist der Bundeskanzler, Karl Nehammer.
Bauernbund Wien
Der Bauernbund ist die Vertretung der Landwirte innerhalb der ÖVP. Der Bauernbund Wien wird aktuell vom Vizepräsidenten der Wiener Landwirtschaftskammer Norbert Walter als Obmann geleitet.
Wiener ÖVP Frauen
Die Frauenbewegung Wien vertritt seit dem Jahr 1947 die Interessen der Frauen gegenüber der ÖVP-Landespartei. Obfrau der Frauenbewegung Wien ist Sabine Keri.
Wirtschaftsbund Wien
Der Wirtschaftsbund wurde in Wien als Interessensvertretung der Unternehmer gegründet. Als Obmann des Wirtschaftsbunds Wien fungiert Walter Ruck.
Wiener Seniorenbund
Der Seniorenbund ist einer der mitgliederstärksten Bünde der ÖVP Wien und stellt die Vertretung der Senioren innerhalb der Wiener Volkspartei dar. Seine Obfrau ist die Landtagsabgeordnete und Gemeinderätin Ingrid Korosec.
Junge ÖVP (JVP) Wien
Die Junge Volkspartei Wien vertritt die Jugendlichen und jungen Erwachsenen bis zu deren Übertritt in einen der anderen ÖVP-Bünde. Aktueller Obmann der JVP Wien ist der Landtagsabgeordnete Harald Zierfuß.